# Hilmteich
Der Hilmteich ist ein künstliches Stehgewässer in der steirischen Landeshauptstadt Graz. Ursprünglich als Lehmgrube angelegt, entwickelte sich der Ziegelteich zu einem beliebten Naherholungsgebiet der Stadtbevölkerung.

## Lage und Umgebung
Der Hilmteich liegt auf 377 m ü. A. am östlichen Rand des III. Grazer Stadtbezirks Geidorf, am Ausgang des Mariatroster Tals. Ost- und Südufer werden vom Leechwald gesäumt, der sich auf einem Riedel nördlich vom LKH-Universitätsklinikum erstreckt. Im Wald thront 54 m über dem Gewässer die im Backsteinstil errichtete Hilmwarte. Gespeist wird der Teich durch eine Einleitung vom Kroisbach, der das Areal auch entwässert. Die Doppelhaltestelle Hilmteich/Botanischer Garten ist mit den Graz Linien 1 (Straßenbahn) bzw. 41 od. 58 (Bus) erreichbar.

## Fauna
Trotz der großen Naherholungsbeanspruchung verfügt der Hilmteich über eine beachtliche Wasserfauna. Den Fischbestand bilden in erster Linie Karpfen und Aitel. Im Wasser kommen außerdem Süßwassermilben, Gelbrandkäfer, Wasserkäfer, Rückenschwimmer, Wasserskorpion und Teichmuschel, an den Ufern Erdkröte, Ringelnatter und Libellen vor. Neben der zahlenmäßig häufigen Stockente sind Krick-, Spieß- und Löffelente sowie Bachstelze, Rauch- und Mehlschwalbe als Nahrungsgäste anzutreffen. Früher konnte man zeitweise Nutrias beobachten, die von einer Pelztierfarm entkommen waren.

## Etymologie
Die Gegend zwischen Kroisbach, Hilmgasse und der heutigen Heinrichstraße trug bis ins 19. Jahrhundert den Namen „Auf der Hilm“ oder „Auf der Hülben (Hülm)“. Dieser geht auf das althochdeutsche Wort huliwa und dessen mittelhochdeutsche Abwandlungen hülwe oder hülbe zurück, die so viel wie Sumpf oder Pfütze bedeuten. An der Heinrichstraße (damals Mariatrosterstraße) befand sich das Gasthaus „Auf der Hilm“. Die Ortsbezeichnung „An der Hülben“ lässt sich bereits für das Jahr 1354 nachweisen, ist allerdings in der Umgebung von Graz verortet. Um 1850 kam die Bezeichnung Hilmerteich auf, aus der sich der heutige Name entwickelte.
Denselben Namensstamm haben in der Steiermark die Ortschaft Breitenhilm (Gemeinde Vasoldsberg) im früher teilweise versumpften Ferbersbachtal und der Hilmberg bei Friedberg mit ebenfalls versumpften Hochwiesen.

## Geschichte

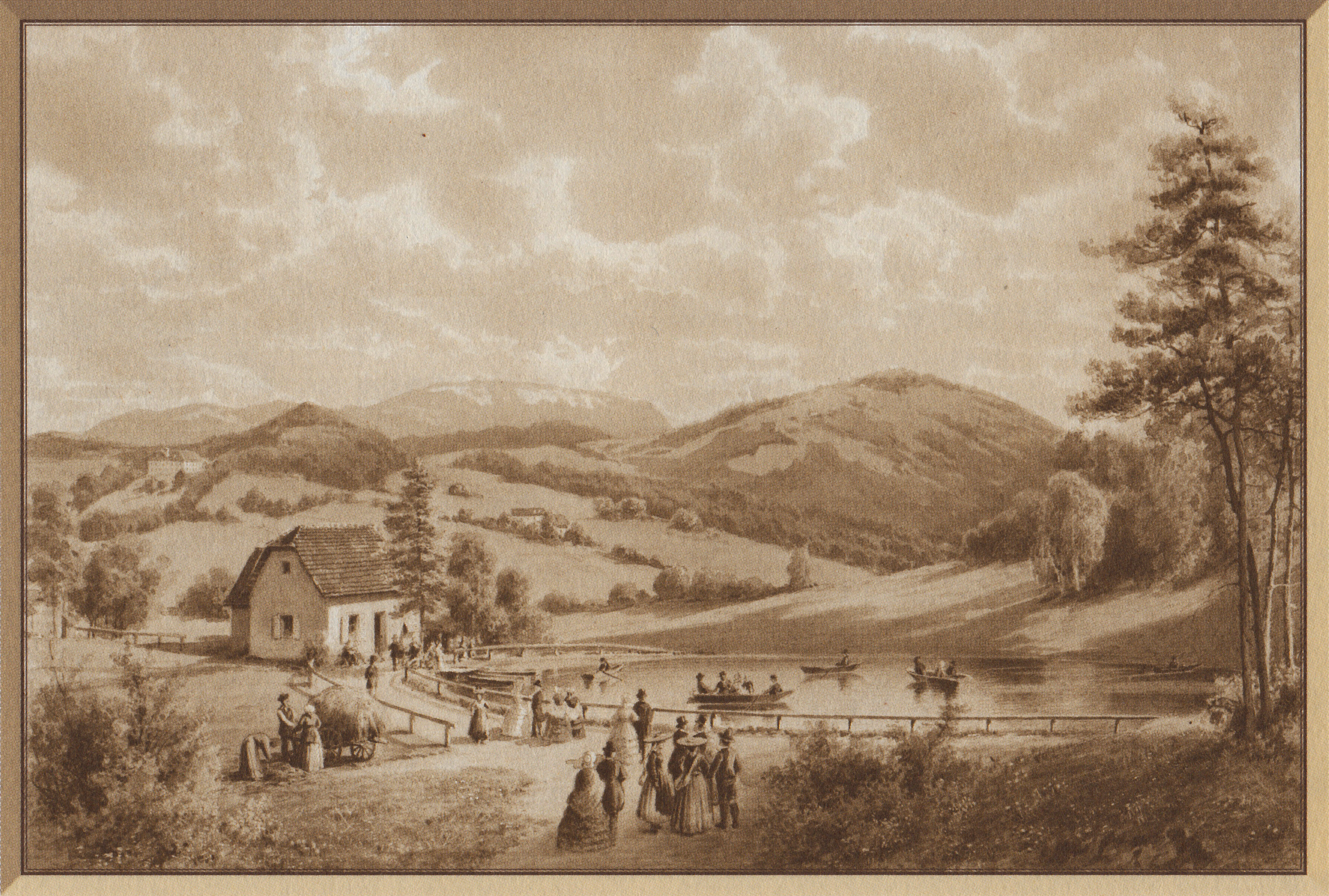
Der Hilmteich im Jahr 1857, nach einem Aquarell von Heinrich Bank

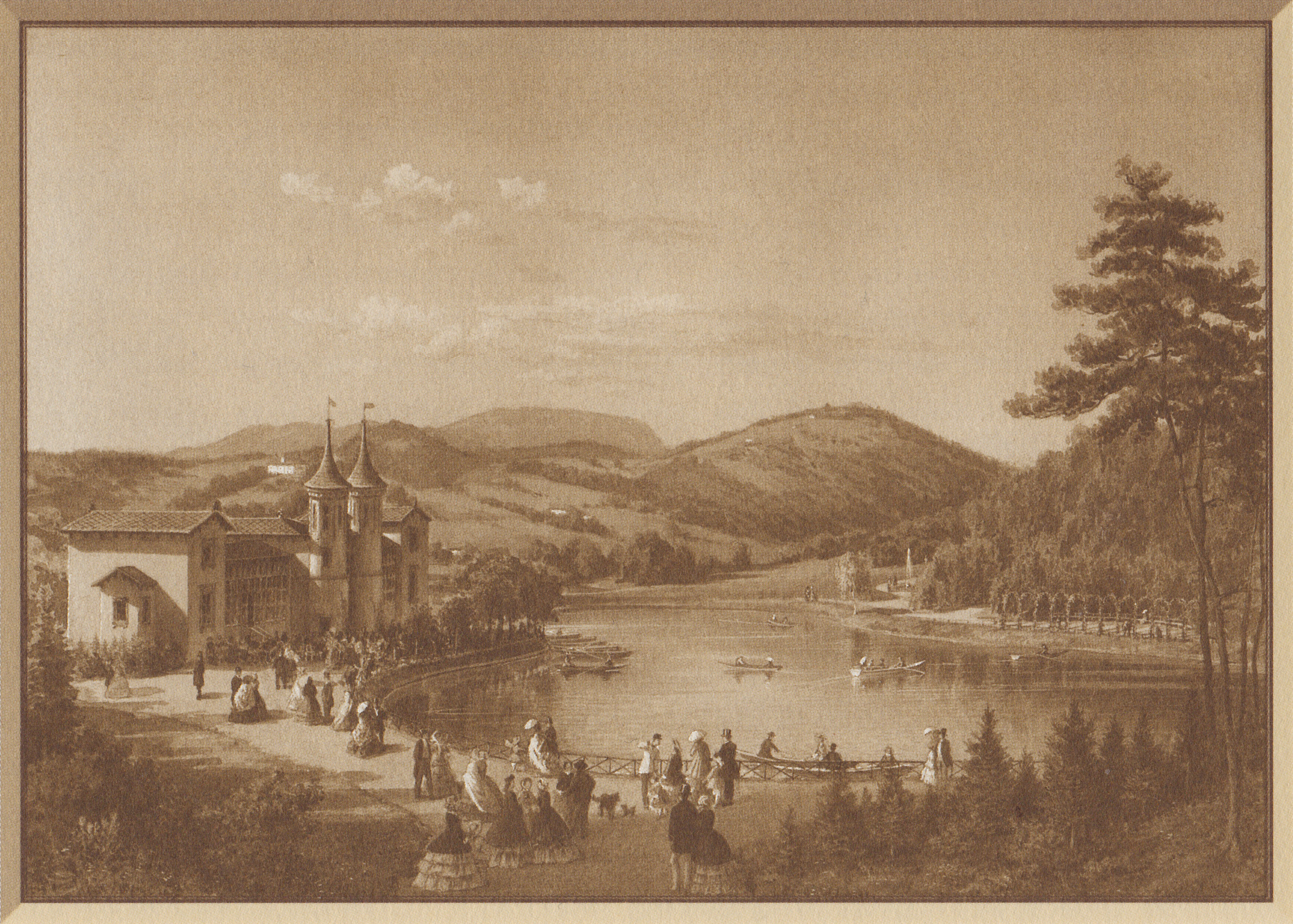
Teich mit Schlössel im Jahr 1859

Zu Beginn des 19. Jahrhunderts befand sich neben dem von Äckern und Wiesen umgebenen Teich die sogenannte Ziegelstadelwiese. Die sumpfige Gegend war lediglich über zwei schmale Fußsteige entlang des Kroisbachs erreichbar. Aufzeichnungen über Entstehung und Geschichte des Hilmteichs sind kaum vorhanden. Robert Baravalle, der zumindest die Besitzverhältnisse bis 1749 zurückverfolgen konnte, stellte 1935 die Vermutung auf, der Ursprung könne um 1570 in der Angst vor der drohenden „Türkengefahr“ liegen. Im Zuge von Befestigungsbauten hätte man eine Lehmgrube angelegt, die später vermutlich wegen eines Grundwassereinbruchs aufgelassen wurde.
Zur Zeit der Franziszeischen Landesaufnahme (1829) gehörte das Gebiet um den Ziegelteich einem gewissen Franz Heibel (Heipel), „Fleischsölcher in Ober Geydorf“, und war zu den Herrschaften Waldegg (bei Kirchbach) und St. Josef (Mariatrost) dienstbar. Neben dem großen Teich (1193 Quadratklafter) bestand ein deutlich kleinerer (59 Quadratklafter) an jener Stelle, wo sich heute das historische Straßenbahnwartehäuschen befindet. Als 1841 mit dem Bau der Elisabethstraße ein beliebter Eislaufteich zugeschüttet werden musste, erlebte der Hilmteich seinen großen Aufschwung zum Ausflugsziel. Der Tagebucheintrag einer Grazerin schilderte 1851 die Impressionen eines Winterbesuchs:

„Als wir den Hilmerteich erreichten, war bereits eine Masse Menschen versammelt; wir erhielten glücklicher Weise noch einen Platz, von wo wir das Ganze übersahen. Es ist ein eigenthümlicher Anblick! Die in den Strahlen der Sonne schimmernde Schneegegend – der große Eisflecken, auf dem sich die muntere Männerwelt herumtummelte – die kleinen Schlitten auf denen schöne Mädchen triumfierenden Blickes saßen – die fröhliche Musik – kurz ein schönes Winterfest!“

Nachdem bereits in den 1840er Jahren eine kleine Gastwirtschaft bestanden hatte, wuchsen die Besucherzahlen weiter und Grundbesitzer Heipel konnte dem Trubel nicht mehr gerecht werden. Am 20. Oktober 1857 wurde ein Kaufvertrag mit der Hilmerteich-Aktiengesellschaft abgeschlossen, die den Teich in den Folgejahren um ein gutes Drittel vergrößerte, neue Wege anlegte und Ruderboote anschaffte. 1858 ließ man ein elegantes Restaurant, das heute unter Denkmalschutz stehende Hilmteichschlössel, errichten, womit das Gebiet endgültig vom Ausflugsort einfacher Leute zum „mondänen Inbegriff des Stadtlebens“ avancierte. Ein Jahr später  wurde ein Biersalon mit Eiskeller, das sogenannte „Schweizerhaus“, in Ufernähe erbaut. 1868 erwarb die Stadt Graz unter Bürgermeister Albin Alber das gesamte Areal für 49.000 Gulden und veranstaltete regelmäßig Platzkonzerte mit Militärkapellen.

## Freizeitangebot

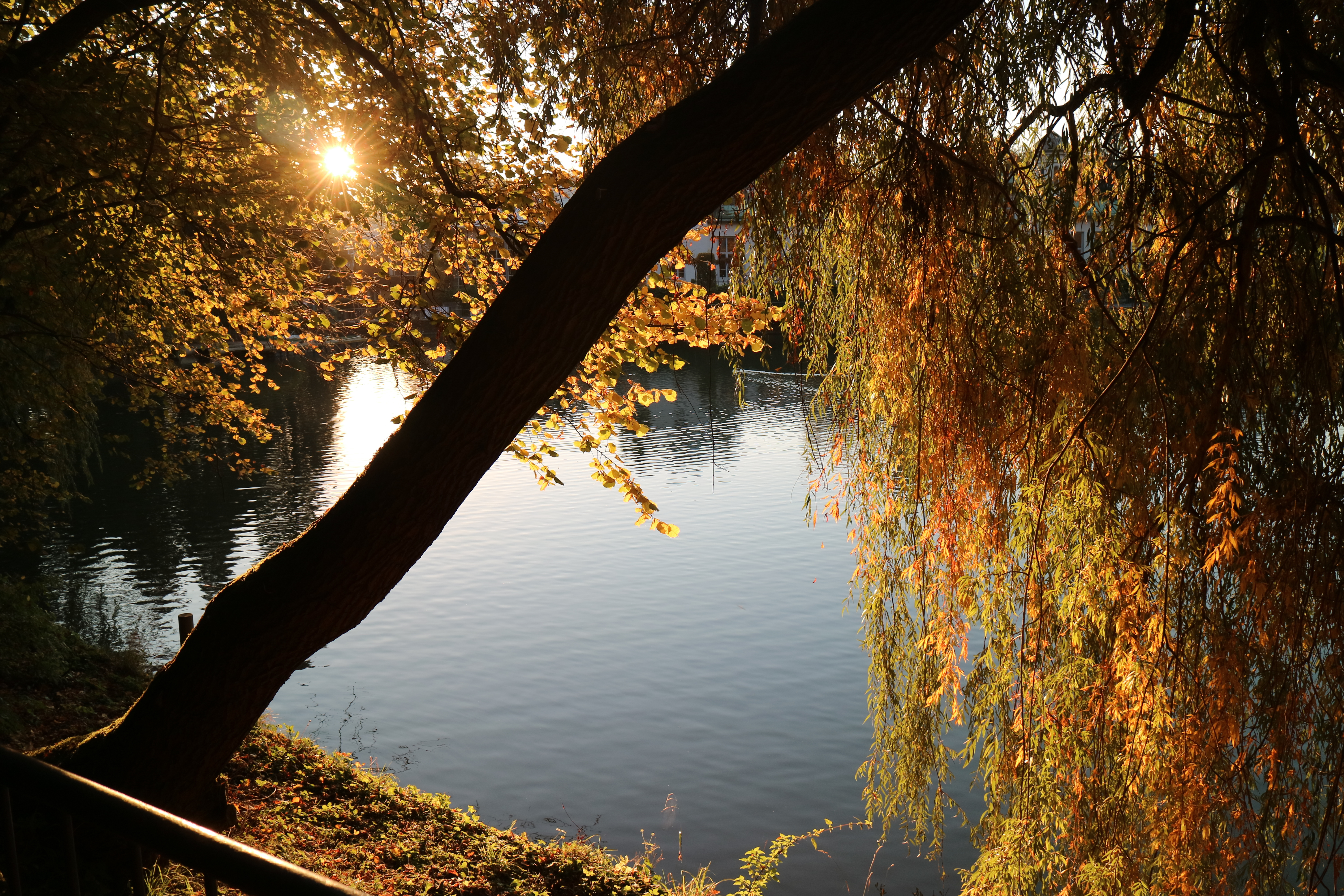
Weide am Südostufer

Neben dem Ruderbootfahren im Sommer und dem Eislaufen im Winter bietet sich ganzjährig die Möglichkeit des Angelns. Der Hilmteich enthält neben Karpfen, die bereits für 1854 nachgewiesen sind, Zander, Schleien, Rotfedern, Rotaugen, Bitterlinge, Signalkrebse, Flussbarsche und Störe. Um die Sauberkeit des Wassers zu gewährleisten, wird der Teich regelmäßig ausgelassen und gereinigt. Außerdem bildet der Hilmteich, der auf einer Uferpromenade in wenigen Minuten umrundet werden kann, einen beliebten Ausgangspunkt für Spaziergänge durch den Leechwald oder nach Mariatrost sowie Wanderungen nach Mariazell. Ausgehend vom Hilmteich führt der Landesradweg R 23 nach Mariatrost.
Das Schweizerhaus beherbergte zwischen 1950 und 2011 die Räumlichkeiten der Tanzschule Kummer, die zwischenzeitlich zur größten Tanzschule Österreichs aufstieg. In unmittelbarer Nähe eröffnete 2008 ein zwischen den Bäumen des Leechwalds angelegter Hochseilgarten.

Historische Ansichtskarten
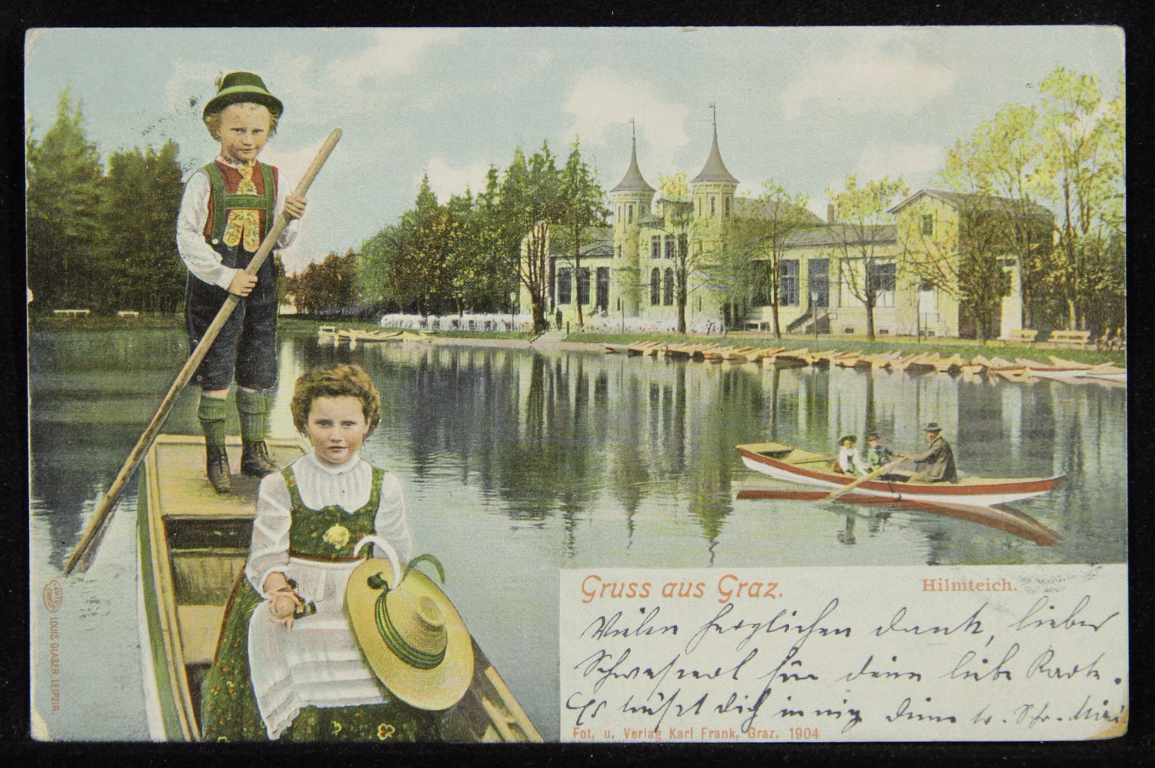
1904
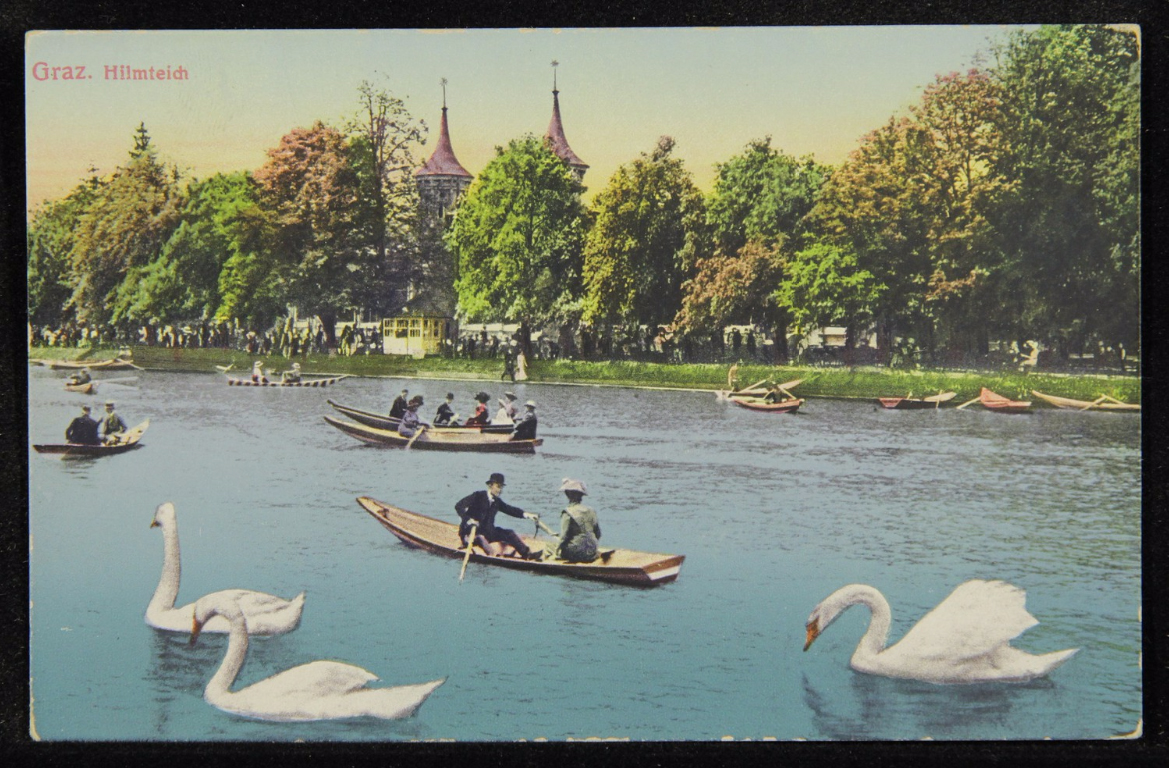
1911/1912
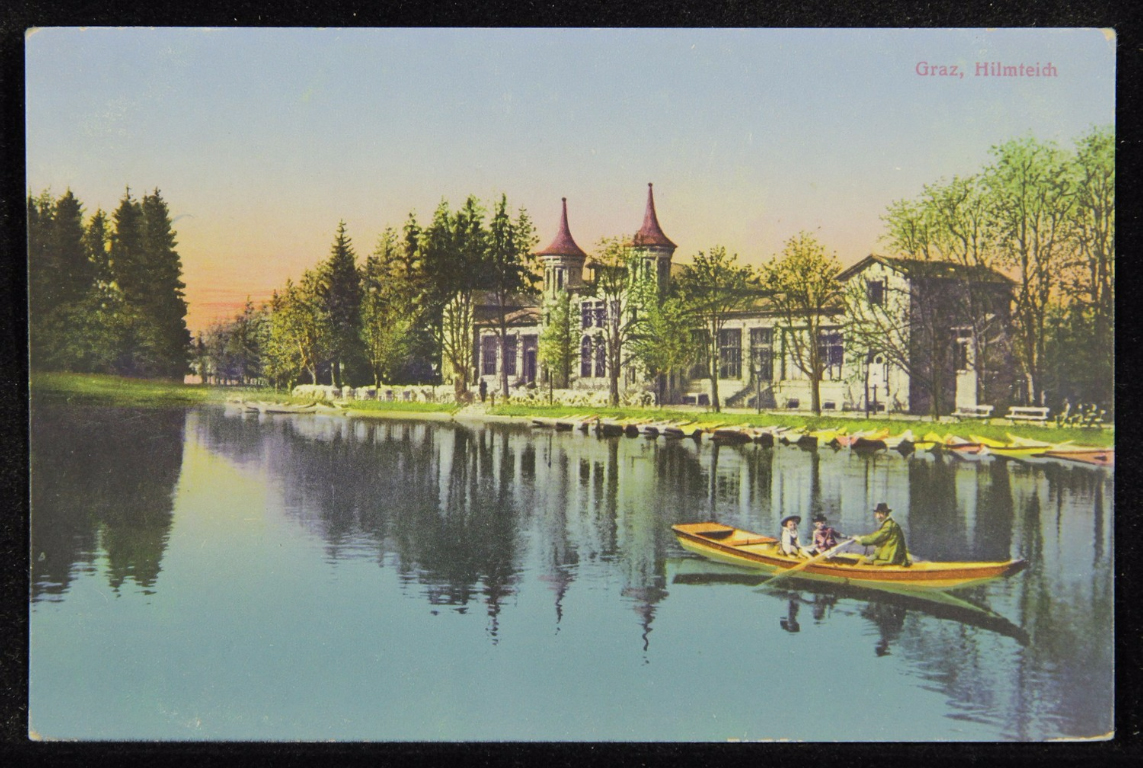
1912/1913
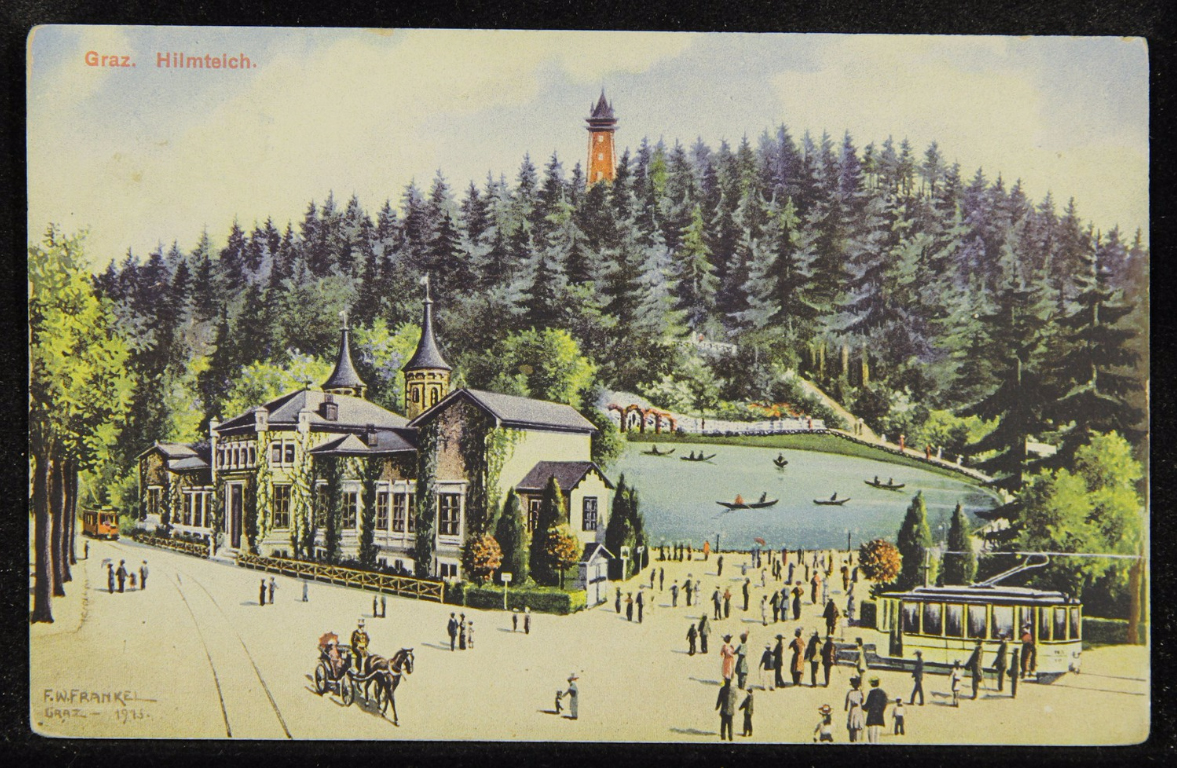
1915/1916
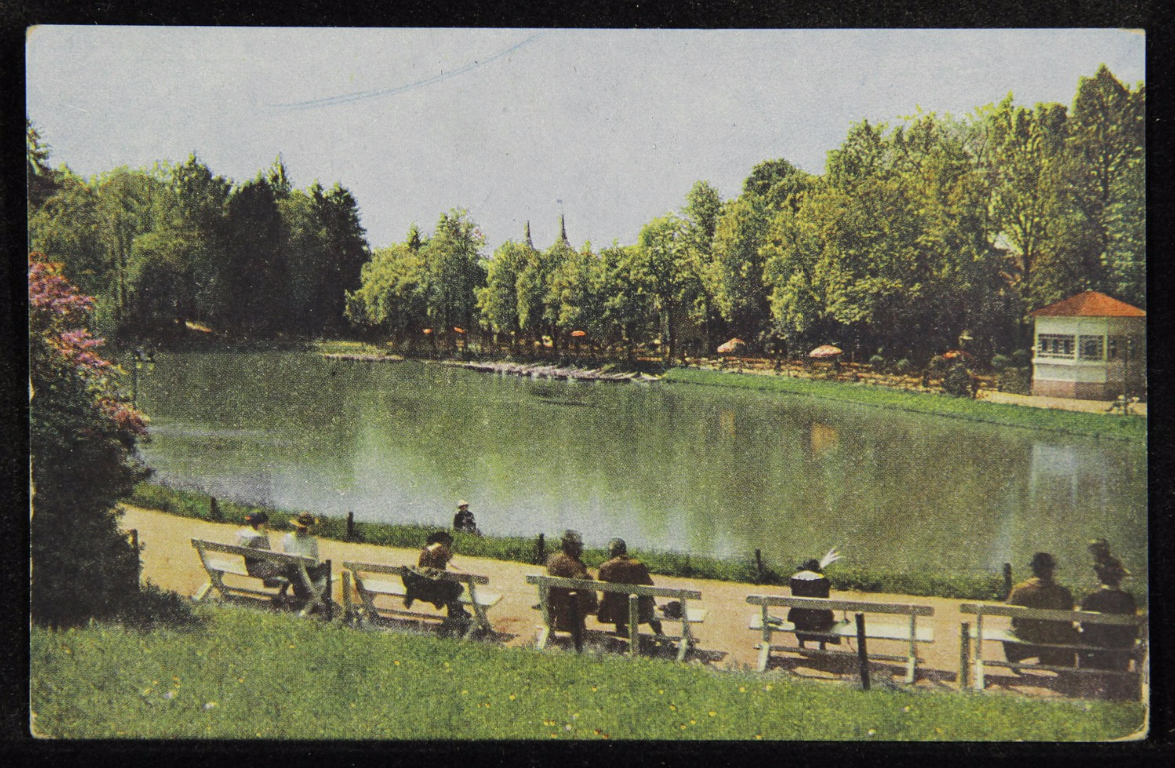
1918